# Roger Bambuck
Célicien Alexandre Roger Bambuck (ur. 22 listopada 1945 w Pointe-à-Pitre (Gwadelupa)) – francuski lekkoatleta, później polityk.
Startował w sprincie. Był dwukrotnym mistrzem Europy z Budapesztu 1966 w biegu na 200 metrów i sztafecie 4 × 100 metrów oraz wicemistrzem na 100 metrów na tych samych mistrzostwach.
Zdobył brązowy medal w sztafecie 4 × 100 metrów na olimpiadzie w Meksyku 1968, a w indywidualnych biegach na 100 metrów i 200 metrów był piąty.
Bambuck był wielokrotnym rekordzistą Europy na 100 m (od 10,24 s w 1967 do 10,11 s w 1968), 200 m (20,51 s w 1967 i 20,47 w 1968) i w sztafecie 4 × 100 m (38,43 s w 1968).
Był mistrzem Francji na 100 m i 200 m w latach 1965–1968.
W latach 1988–1991 był sekretarzem stanu we francuskim Ministerstwie Edukacji Narodowej, Badań Naukowych i Sportu, odpowiedzialnym za sprawy młodzieży i sportu (ministrem był wówczas Lionel Jospin).